# 17050 Weiskopf
17050 Weiskopf è un asteroide della fascia principale. Scoperto nel 1999, presenta un'orbita caratterizzata da un semiasse maggiore pari a 2,2247644 UA e da un'eccentricità di 0,1298570, inclinata di 1,52434° rispetto all'eclittica.